# Maria Essén
Maria Karolina Essén, född 16 mars 1968 i Glanshammar i Närke, är en svensk filmregissör och manusförfattare. 
Essén har studerat filmvetenskap vid Stockholms universitet och filmregi vid Columbia University i New York. 

## Filmografi
- 1999 – Nya riktningar (manus, produktion, regi)
- 2004 – Drömfilm 1 (manus, regi)
- 2005 – Som man bäddar (regi)
- 2010 – En busslast kärlek (regi)
- 2012 – Hinsehäxan (produktion)